# Белобрюхий дакнис
Белобрюхий дакнис (лат. Dacnis albiventris) — вид птиц из семейства танагровых. Птицы обитают на культивируемых полях, пастбищах, прибрежье пресных рек, субтропических и тропических низменных влажных и сильно деградированных лесах и (низменных) влажных кустарниковых зарослях, от Мета, Гуайния, Путумайо (центральная и южная Колумбия) и Амасонас (южная Венесуэла) южнее до Напо, Пастаса (восточный Эквадор), Лорето и Укаяли (северо-восточный Перу), а также на юго-западе Бразильского штата Пара. Длина тела 11 см, масса около 11 грамм.